# جولیا گارنر
جولیا گارنر (انگلیسی: Julia Garner؛ زادهٔ ۱ فوریهٔ ۱۹۹۴) یک هنرپیشه اهل ایالات متحده آمریکا است. وی از سال ۲۰۱۰ میلادی تاکنون مشغول فعالیت بوده‌است.
از فیلم‌هایی که او در آن بازی کرده است، می‌توان به مادربزرگ، کودکان الکتریکی و آپارتمان آ-۷اشاره کرد. از سریال هایی که او در آن بازی کرده است، می توان به سریال اوزارک اشاره کرد.